# Stuart Tosh
Stuart Tosh (Aberdeen, waarschijnlijk 26 september 1951) is een Brits slagwerker, songwriter en zanger.
Zijn naam dook voor het eerst op toen hij samen met David Paton en William Lyall de band Pilot oprichtte (1973). In 1976 waagde Tosh de stap naar 10cc, waar onder meer slagwerker Kevin Godley was opgestapt. Het betekende uiteindelijk de doodsteek voor Pilot, en 10cc kwam eerst in moeilijk vaarwater, maar met Dreadlock Holiday hadden ze een wereldhit.
In stille tijden verleende Tosh zijn diensten aan The Alan Parsons Project, maar ook aan Camel, nadat hun vaste drummer Andy Ward een zelfmoordpoging had ondernomen. Samen met Pilotmaatje Paton speelde hij het album The Single Factor bijna vol.
In 2007 gaf Tosh samen met Paton een aantal concerten in Japan onder de naam Pilot; ze waren daar nog mateloos populair.
Graham Gouldman · Eric Stewart · Kevin Godley · Lol Creme

Paul Burgess · Rick Fenn · Stuart Tosh · Duncan Mackay · Tony O'Malley
- Bibliothèque nationale de France: cb13841799v (data)
- International Standard Name Identifier: 0000 0004 0683 7362
- MusicBrainz: cb44df12-a954-4494-a17a-9155b93fd684
- Système universitaire de documentation: 157331946
- Virtual International Authority File: 169989946